# ألفونسو غارسيا (منافس ألعاب قوى)
ألفونسو غارسيا (بالإسبانية: Alfonso García)‏ هو منافس ألعاب قوى مكسيكي، (و. 1906  م).

## وصلات خارجية
- ألفونسو غارسيا على موقع أوليمبيديا (الإنجليزية)